# Atong
Die Sprache Atong (Atoŋ) (ISO 639-3: ato; auch etoh genannt) ist eine bantoide Sprache aus der Gruppe der West-Momo-Sprachen innerhalb der Sprachgruppe der Grasland-Sprachen, die von insgesamt 4.200 Personen in fünf Ortschaften in der Kameruner Region Nordwest gesprochen wird.
Atong ist eng verwandt mit den Sprachen Menka [mea] und Manta [myg].